# Juan Leiva
Juan Andrés Leiva Nieves (Chillán, 11 novembre 1993) è un calciatore cileno, centrocampista dell'Universidad Católica.

## Statistiche
Statistiche aggiornate all'11 agosto 2022.

### Presenze e reti nei club
| Stagione                    | Squadra                     | Campionato                  | Campionato | Campionato | Coppe nazionali | Coppe nazionali | Coppe nazionali | Coppe continentali | Coppe continentali | Coppe continentali | Altre coppe | Altre coppe | Altre coppe | Totalee | Totalee |
| Stagione                    | Squadra                     | Comp                        | Pres       | Reti       | Comp            | Pres            | Reti            | Comp               | Pres               | Reti               | Comp        | Pres        | Reti        | Pres    | Reti    |
| --------------------------- | --------------------------- | --------------------------- | ---------- | ---------- | --------------- | --------------- | --------------- | ------------------ | ------------------ | ------------------ | ----------- | ----------- | ----------- | ------- | ------- |
| 2011                        | Dep. Concepción             | PD                          | 1          | 0          | CC              | 4               | -               | -                  | -                  | -                  | -           | -           | -           | 5       | 0       |
| 2012                        | Dep. Concepción             | PD                          | 3          | 0          | CC              | 3               | -               | -                  | -                  | -                  | -           | -           | -           | 6       | 0       |
| 2013                        | Dep. Concepción             | PD                          | -          | -          | -               | -               | -               | -                  | -                  | -                  | -           | -           | -           | 0       | 0       |
| 2013-14                     | Dep. Concepción             | PD                          | 34         | 0          | CC              | 7               | -               | -                  | -                  | -                  | -           | -           | -           | 41      | 0       |
| 2014-15                     | Dep. Concepción             | PD                          | 37         | 9          | CC              | 4               | 3               | -                  | -                  | -                  | -           | -           | -           | 41      | 12      |
| 2015-16                     | Dep. Concepción             | PD                          | 28         | 11         | CC              | 6               | -               | -                  | -                  | -                  | -           | -           | -           | 34      | 11      |
| Totale Dep. Concepción      | Totale Dep. Concepción      | Totale Dep. Concepción      | 103        | 20         |                 | 24              | 3               |                    | 0                  | 0                  |             | 0           | 0           | 127     | 23      |
| 2016-17                     | Universidad de Chile        | PD                          | 14         | 1          | CC              | 3               | 0               | -                  | -                  | -                  | SS          | 1           | 0           | 18      | 1       |
| 2017                        | Audax Italiano              | PD                          | 13         | 1          | CC              | 4               | 3               | -                  | -                  | -                  | -           | -           | -           | 17      | 4       |
| 2018                        | Audax Italiano              | PD                          | 14         | -          | CC              | 8               | 0               | -                  | -                  | -                  | -           | -           | -           | 22      | 0       |
| Totale Audax Italiano       | Totale Audax Italiano       | Totale Audax Italiano       | 27         | 1          |                 | 12              | 3               |                    | 0                  | 0                  |             | 1           | 0           | 39      | 4       |
| 2019                        | Unión La Calera             | PD                          | 24         | 2          | CC              | 6               | 1               | CS                 | 4                  | 0                  | SS          | 1           | 0           | 34      | 3       |
| 2020                        | Unión La Calera             | PD                          | 32         | 5          |                 | -               | -               | CS                 | 5                  | 1                  | -           | -           | -           | 37      | 6       |
| Totale Unión La Calera      | Totale Unión La Calera      | Totale Unión La Calera      | 56         | 7          |                 | 6               | 1               |                    | 9                  | 1                  |             | 0           | 0           | 71      | 9       |
| 2020                        | Universidad Católica        | PD                          | -          | -          | -               | -               | -               |                    | -                  | -                  | SS          | 1           | 0           | 1       | 0       |
| 2021                        | Universidad Católica        | PD                          | 26         | 1          | CC              | 4               | 0               | CL                 | 8                  | 0                  | SS          | 1           | 0           | 39      | 1       |
| 2022                        | Universidad Católica        | PD                          | 12         | 1          | -               | -               | -               | CL                 | 4                  | 0                  | -           | -           | -           | 16      | 1       |
| Totale Universidad Catolica | Totale Universidad Catolica | Totale Universidad Catolica | 38         | 2          |                 | 4               | 0               |                    | 12                 | 0                  |             | 2           | 0           | 56      | 2       |
| Totale carriera             | Totale carriera             | Totale carriera             | 238        | 31         |                 | 49              | 7               |                    | 21                 | 1                  |             | 3           | 0           | 312     | 39      |

## Palmarès

### Club

#### Competizioni nazionali
- Campionato cileno: 2

Universidad de Chile: 2017-C
Universidad Católica: 2021
- Supercopa de Chile: 2

Univ. Catolica: 2020, 2021